# ファン・イン・スペース
『ファン・イン・スペース』 (Fun in Space) は、イギリスのミュージシャン、ロジャー・テイラーによるデビューアルバムであり、1981年4月18日にイギリスで、5月9日にアメリカでリリースされた。このアルバムは、イギリスのチャートでピーク時に18位まで上昇したが、アメリカでは売れ行きが悪かった。
アルバムは、クイーンの『ザ・ゲーム』と『フラッシュ・ゴードン』のアルバムに伴うツアーの間にレコーディングされた。ロジャーは、作曲、プロデュース、ボーカル、演奏など全ての曲を自身で製作した。
アルバムには、「P.P.S. 157 シンセサイザー」とクレジットされ、クイーンの「ノー・シンセサイザー」といういつもの宣言に照らし合わせたジョークである。
『フューチャー・マネージメント』はヨーロッパで、『レッツ・ゲット・クレイジー』はアメリカでシングルとしてリリースされた。
アルバムは、1996年にリマスター盤CDがリリースされた。
カバーに描かれた雑誌の「alien (外国人の意)」は、主に逆さまのヘブライ文字から構成されるが、この単語は無意味である。ジャケット写真のエイリアンの模型を手掛けたのは、テイラーとバンド・スマイルで一緒だったティム・スタッフェルだが、これは全くの偶然であった。
| 専門評論家によるレビュー | 専門評論家によるレビュー |
| レビュー・スコア         | レビュー・スコア         |
| 出典                     | 評価                     |
| ------------------------ | ------------------------ |
| Allmusic                 | link                     |

## 収録曲

### A面
1. ノー・バイオリンズ - "No Violins" – 4:33
2. ラフ・オア・クライ - "Laugh or Cry" – 3:06
3. フューチャー・マネージメント - "Future Management" – 3:03
4. レッツ・ゲット・クレイジー - "Let's Get Crazy" – 3:40
5. マイ・カントリーⅠ＆Ⅱ - "My Country I & II" – 6:49

### B面
1. グッド・タイムス・アー・ナウ - "Good Times Are Now" – 3:28
2. マジック・イズ・ルース - "Magic is Loose" – 3:30
3. コンスタンチノープルでの出来事 - "Interlude in Constantinople" – 2:04
4. エアヘッド - "Airheads" – 3:38
5. ファン・イン・スペース - "Fun in Space" – 6:22

## 担当
- ロジャー・テイラー – ドラム、パーカッション、リードヴォーカル、コーラス、ギター、ベースギター、キーボード
- デヴィッド・リチャーズ – エンジニア、キーボードおよそ50%
- ヒプノシス – アートワーク、カバーデザイン